# Чуприна Євгеній Михайлович
Євгеній Михайлович Чуприна (нар. 24 квітня 1984) — український футболіст, який грав на позиції півзахисника. Відомий насамперед за виступами в клубі вищої ліги «Оболонь».

## Футбольна кар'єра
Євгеній Чуприна розпочав займатися футболом у школі полтавської «Ворскли», пізніше займався у київських футбольних школах АТЕК і «Зміна-Оболонь». У 2000—2001 роках Чуприна грав у складі київських футзальних клубів «Дружба» й «ІнтерКрАЗ-2». У 2001 році футболіст перейшов до дніпропетровського «Дніпра», проте грав виключно за його другу і третю команди в другій лізі. На початку 2004 року Євгеній Чуприна став гравцем команди вищої ліги «Оболонь», та провів у її складі 15 матчів у вищому дивізіоні, проте з початку 2005 року до кінця 2006 року грав виключно за фарм-клуб київської команди «Оболонь-2». Протягом 2007 року футболіст грав у складі клубу «Нафтовик-Укрнафта» з Охтирки, проте зіграв у його складі лише 1 матч у першій лізі, а під час перебування охтирської команді у вищому дивізіоні грав виключно за її дублюючий склад.
На початку 2008 року Чуприна став гравцем київського ЦСКА, який грав на той час у першій лізі. У другій половині року півзахисник грав за іншу команду першої ліги «Прикарпаття» з Івано-Франківська. На початку 2009 року футболіст перейшов до складу команди першої ліги «Кримтеплиця», а в другій половині року грав у складі команди другої ліги «Буковина». На початку 2010 року Чуприна перейшов до польського клубу «Єзьорак» з Ілави. У середині 2011 року футболіст перейшов до клубу української другої ліги «Шахтар» з Свердловська, в якому грав до кінця року. На початку 2012 року Євгеній Чуприна перейшов до аматорського клубу «Колос» з Ковалівки, в якому грав до кінця 2014 року. У 2015 році футболіст грав у складі аматорського клубу «Діназ». У 2016—2018 роках Чуприна грав у складі аматорського клубу«Джуніорс», а в 2019—2020 роках грав у складі аматорської команди «Гатне». Після завершення виступів на футбольних полях Євгеній Чуприна працює тренером у СДЮШОР «Атлет» у Києві.